# Mistrzostwa Europy U-19 w Piłce Nożnej 2024 (eliminacje)/Runda kwalifikacyjna/Grupa 2
W Grupie 2 eliminacji do Mistrzostw Europy U-19 2024 brały udział następujące zespoły:
- Gibraltar U-19
- Łotwa U-19
- Norwegia U-19
- Węgry U-19

## Stadiony
Na podstawie:
| Ryga               | Mapa miast-gospodarzy | Ryga              |
| ------------------ | --------------------- | ----------------- |
| LNK Sporta Parks 2 | Ryga                  | SB Arkadija       |
| Pojemność: 2 000   | Ryga                  | Pojemność: 12 000 |
|                    | Ryga                  |                   |

## Tabela
| Reprezentacja  | M | W | R | P | Br+ | Br- | +/- | Pkt. |
| -------------- | - | - | - | - | --- | --- | --- | ---- |
| Norwegia U-19  | 3 | 3 | 0 | 0 | 15  | 1   | +14 | 9    |
| Łotwa U-19     | 3 | 1 | 1 | 1 | 9   | 4   | +5  | 4    |
| Węgry U-19     | 3 | 1 | 1 | 1 | 8   | 3   | +5  | 4    |
| Gibraltar U-19 | 3 | 0 | 0 | 3 | 0   | 24  | -24 | 0    |

## Wyniki
| 11 października 2023 13:00 CET | Norwegia U-19 · Pedersen 22' · Egeli 24', 39' · Faraas 35', 42' · Dahl 52' · Andresen 56' · Bang-Kittilsen 57' · Kjelsen 63', 84' | 10:0Raport | Gibraltar U-19 | LNK Sporta Parks 2, Ryga Sędzia: Michal Ocenáš |
|                                | |            |                |                                                |

| 11 października 2023 17:00 CET | Łotwa U-19 · Cēsnieks 55' | 1:1(0:0)Raport | Węgry U-19 · 47' Major | SB Arkadija, Ryga Sędzia: Evangelos Manouchos |
|                                |                           |                |                        |                                               |

| 14 października 2023 13:00 CET | Węgry U-19 · Szűcs 2' · Vingler 13' · Mohos 29', 68' · Klausz 84', 85' | 6:0(3:0)Raport | Gibraltar U-19 | LNK Sporta Parks 2, Ryga Sędzia: Miloš Milanović |
|                                |                                                                        |                |                |                                                  |

| 14 października 2023 17:00 CET | Norwegia U-19 · Faraas 35' · Egeli 77' · Bang-Kittilsen 89' | 3:0(1:0)Raport | Łotwa U-19 | SB Arkadija, Ryga Sędzia: Michal Ocenáš |
|                                |                                                             |                |            |                                         |

| 17 października 2023 13:00 CET | Węgry U-19 · Klausz 85' | 1:2(0:0)Raport | Norwegia U-19 · 51' Egeli · 57' Faraas | LNK Sporta Parks 2, Ryga Sędzia: Evangelos Manouchos |
|                                |                         |                |                                        |                                                      |

| 17 października 2023 13:00 CET | Gibraltar U-19 | 0:8(0:5)Raport | Łotwa U-19 · 2', 22', 31', 74' Grabovskis · 6' Bočs · 40', 54' (k) Patrikejevs · 64' Evelons | SB Arkadija, Ryga Sędzia: Miloš Milanović |
|                                |                |                |                                                                                              |                                           |

## Strzelcy

### 4 gole
- Kristaps Grabovskis
- Sindre Walle Egeli
- Benjamin Faraas

### 3 gole
- Milán Klausz

### 2 gole
- Ivans Patrikejevs
- Bork Bang-Kittilsen
- Aleksander Hammer Kjelsen
- Barnabás Mohos

### 1 gol
- Roberts Bočs
- Kevins Cēsnieks
- Emīls Evelons
- Aleksander Andresen
- Jens Hjertø Dahl
- Mats Pedersen
- Marcell Major
- Tamás Szűcs
- László Vingler